# Ruta Provincial 25 (Buenos Aires)
La Ruta Provincial 25 es una carretera pavimentada de 56 km de extensión ubicada en el noreste de la provincia de Buenos Aires, en Argentina.

## Características y recorrido
Esta carretera cruza varias rutas radiales, que son las que salen desde la Ciudad de Buenos Aires. Pasa por el centro de las cabeceras de los tres partidos bonaerenses por las que discurre. La ruta se extiende en dirección noreste - sudoeste entre el Río Paraná de las Palmas y la ciudad de Pilar y luego modifica su dirección hacia el sudeste hasta la ciudad de Moreno.

## Localidades
A continuación se enumeran las localidades servidas por esta ruta.
- Partido de Escobar: Belén de Escobar y Matheu.
- Partido del Pilar: Zelaya, Villa Rosa, Pilar Norte, límite entre Pilar Norte y Villa Astolfi y Pilar Sur.
- Partido de Moreno: Cuartel V y Moreno.

## Nomenclatura municipal
Debido a que gran parte de esta carretera discurre por zonas urbanas, los diferentes municipios dieron nombres a esta ruta:
- Partido de Escobar: General San Martín, Sargento Cabral, 25 de Mayo, Domingo Faustino Sarmiento e Hipólito Yrigoyen.
- Partido del Pilar: Doctor Honorio Pueyrredón, Tratado del Pilar, Estanislao López (Ruta Prov. 8), Estanislao Zeballos, Fragata Argentina y Dardo Rocha.
- Partido de Moreno: Darwin Passaponti, Diagonal Norte y Victorica.